# 周大荒
周大荒（1886年—1951年），又名周天球，字大荒，号书生，湖南祁东县人。民国初年文人，著有章回体小说《反三国演义》。

## 生平
早年曾就读于船山书院，毕业于湖南公立法政学堂。曾经就职于法院，后离职游历于京津两地，一度受荐任天津高等检查厅书记官。继而担任《民德报》的文苑专栏主笔，并为两三个地方军阀作过幕僚。

## 參看
- 三國演義
- 小說